# Amden
Amden es una comuna suiza del cantón de San Galo, ubicada en el distrito de See-Gaster. Limita al norte con las comunas de Ebnat-Kappel, Nesslau-Krummenau y Stein, al este con Wildhaus-Alt St. Johann y Quarten, al sur con Glaris Norte (GL), y al oeste con Schänis y Weesen.

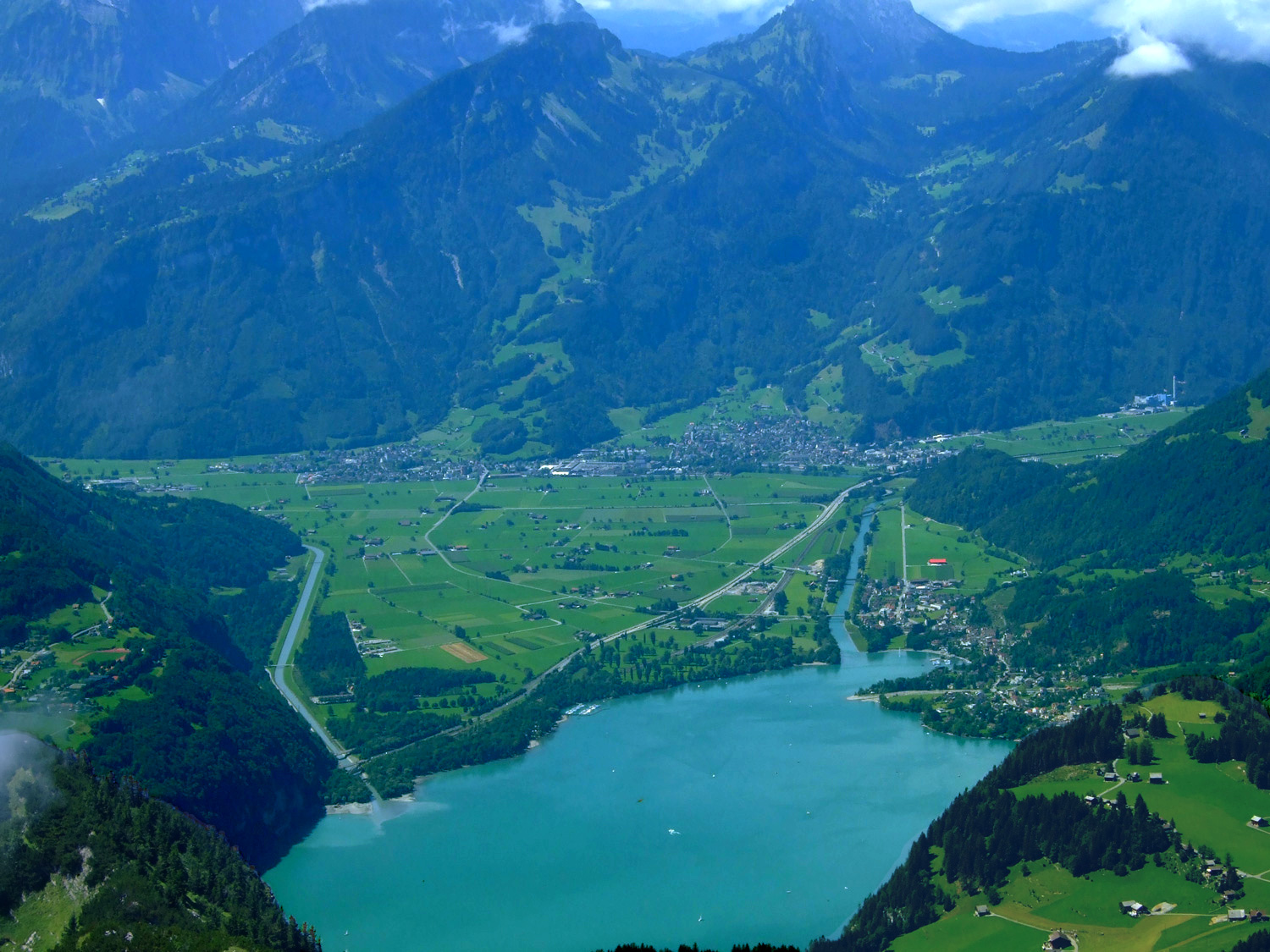
Vista del lago de Walen y Amden.